# 埃貝納特
埃貝納特（Ebenat）是埃塞俄比亞北部阿姆哈拉州南沃洛地區的小鎮，座標12°7′N 38°3′E / 12.117°N 38.050°E。根據埃塞俄比亞中央統計局2005年人口普查的資料，埃貝納特全部總人口約16,740，其中男性7,832人，女性8,908人。